# Tritaxys australis
Tritaxys australis är en tvåvingeart som beskrevs av Macquart 1847. Tritaxys australis ingår i släktet Tritaxys och familjen parasitflugor. Inga underarter finns listade i Catalogue of Life.